# Вовпівська синагога
Вовпівська синагога (біл. Во́ўпаўская сінаго́га) — втрачена синагога в містечку Вовпі (Білорусь), одна з найкращих у країні (у міжвоєнний період — у Польській Республіці) і Східній Європі, шедевр древнього зодчества.

## Історія
Синагога побудована в першій половині XVIII століття, опісля її кілька разів незначно добудовували. У 1929 році будівлю внесено в список польських культурних пам'яток. У роки Другої світової війни спалена нацистами.

## Архітектура

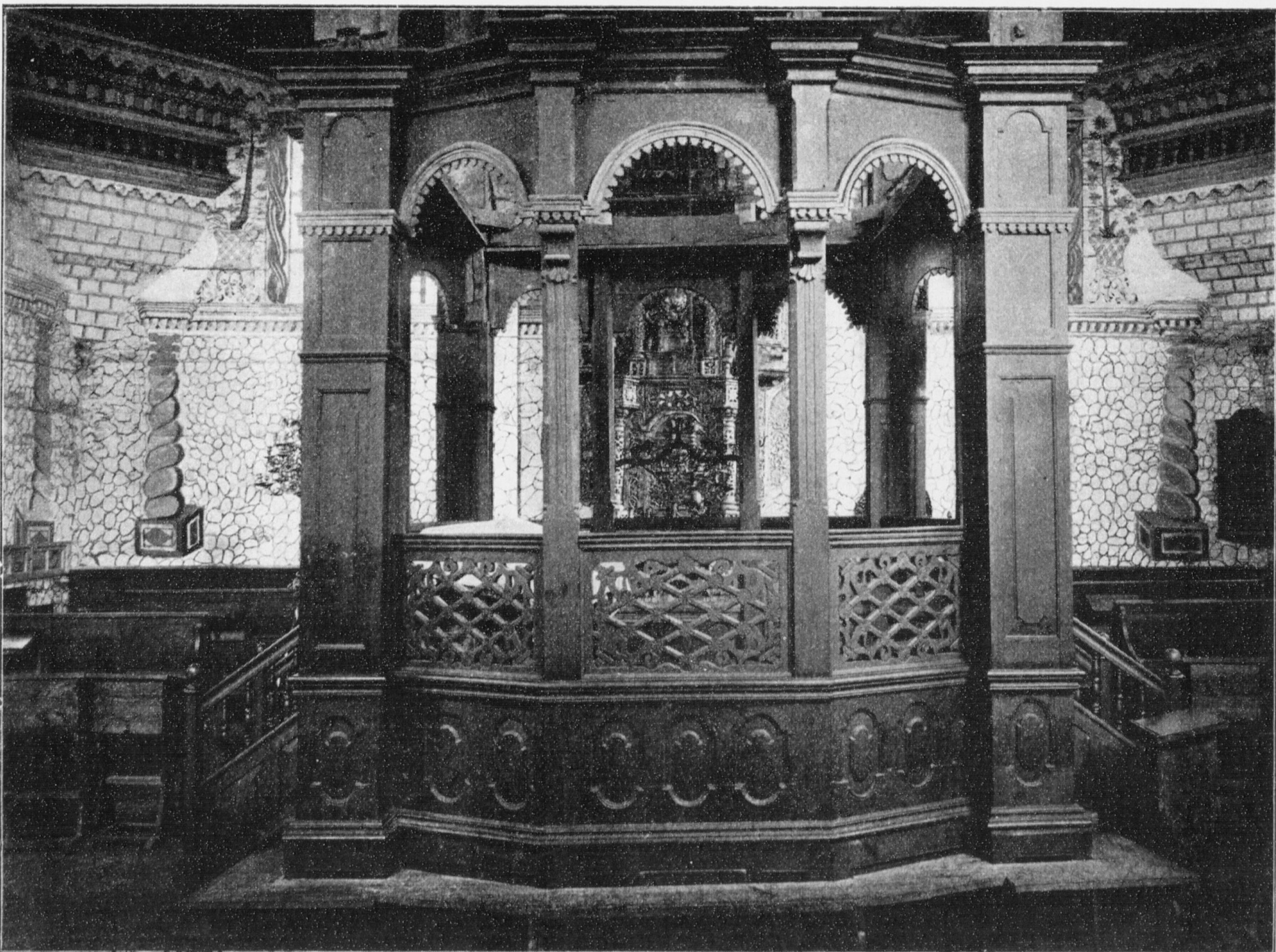
Біма Вовпівської синагоги (1845)

Головна зала мала розмір 13 × 12,80 м із куполоподібною стелею, яку історики мистецтва Марія і Казимир П'яхотки описали як «найбільш дивовижну з усіх відомих дерев'яних стель в Європі». Це пояснюється також і тим, що християнам не заборонялося будувати з цегли, тому подібні європейські будівлі з дерева зустрічаються нечасто.
Висота стін основної зали становила 7,2 м. Склепіння заввишки 14 метрів були розділені орнаментованими балюстрадами на три яруси. Кожен ярус складався з декількох закручених секцій, облямовані дерев'яними панелями, які утворювали куполоподібні склепіння. Купол підтримувався чотирма дерев'яними колонами, які оточували Біму, і тросами вгорі.
Ковчег Завіту являв собою розфарбовану багатошарову гармату із різьбленням, колонами, барельєфами-менорами, вазами, розсипами кольорів, вежами, скрижалями із десятьма заповідями та орлом.
На початку XIX століття куполоподібні склепіння були пофарбовані в темно-сапфіровий колір, покритий «блискучими» золотими зірками. Стіни були пофарбовані у простому тромплеї білого стилю заради схожості із класичними кам'яними будівлями.

## Галерея

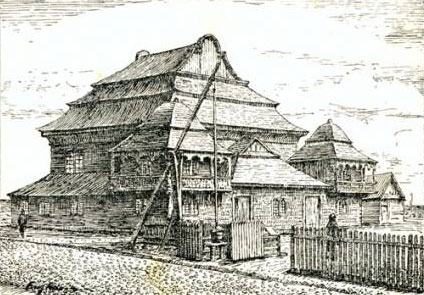
Синагога (1930)
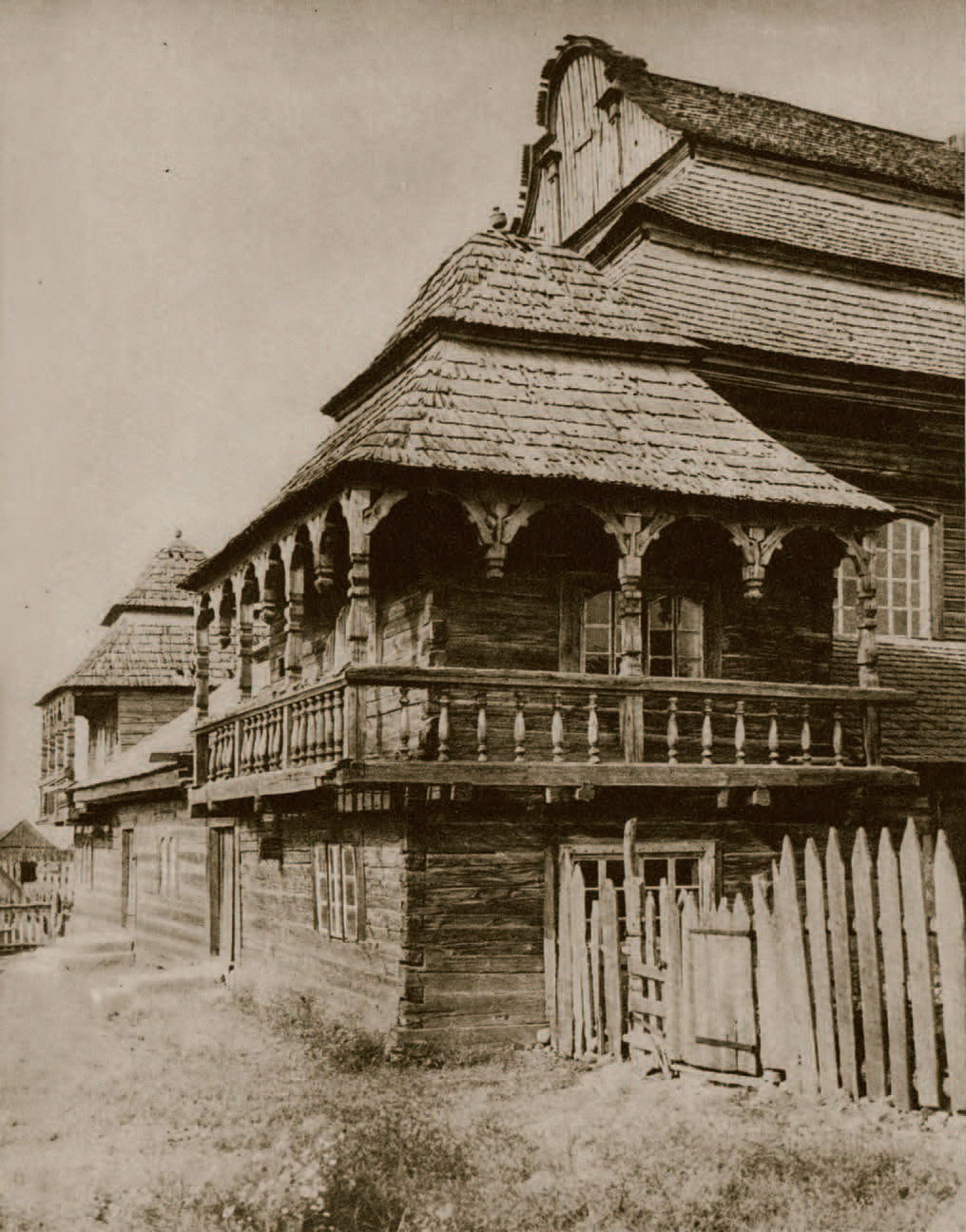
Синагога
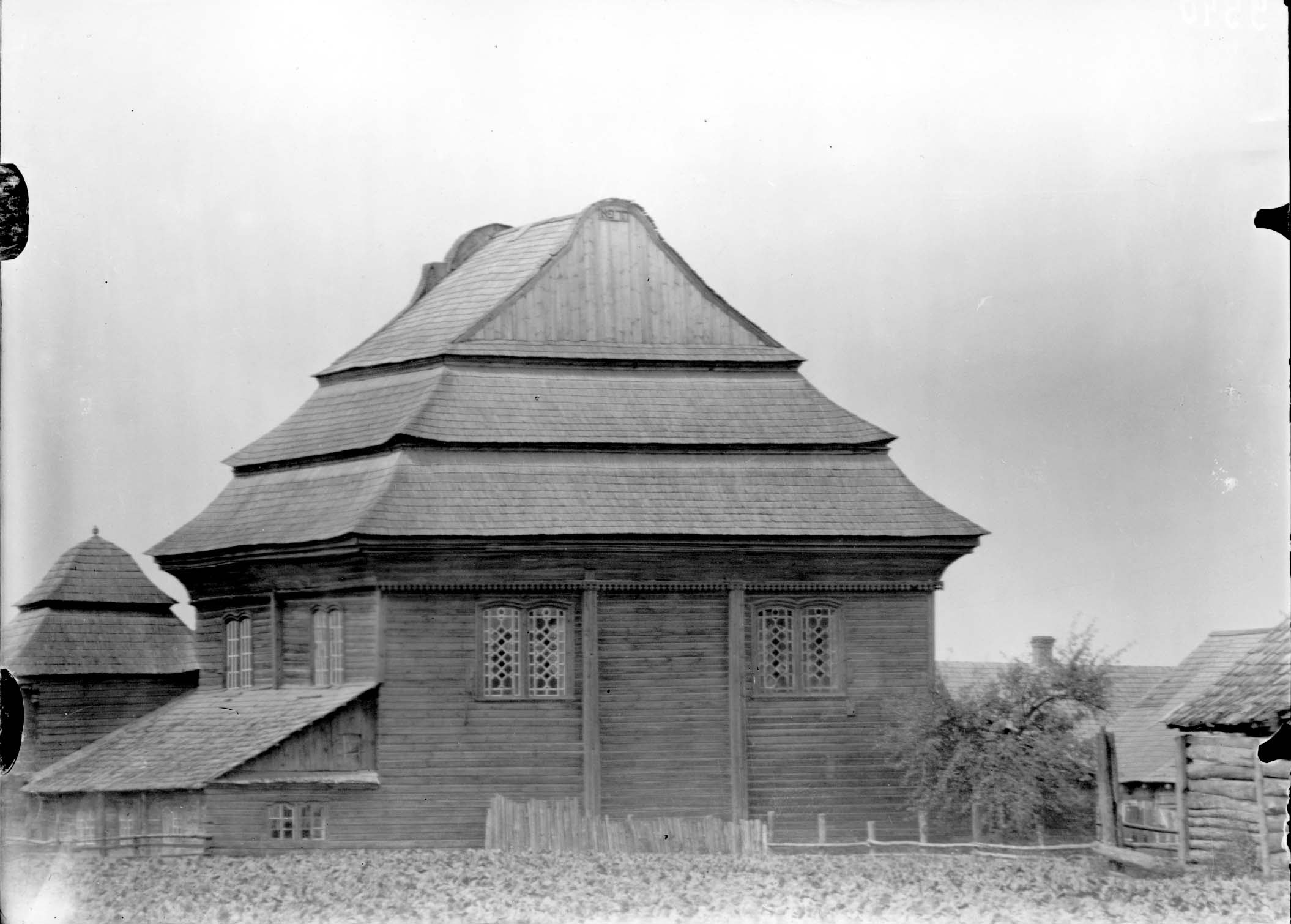
Синагога
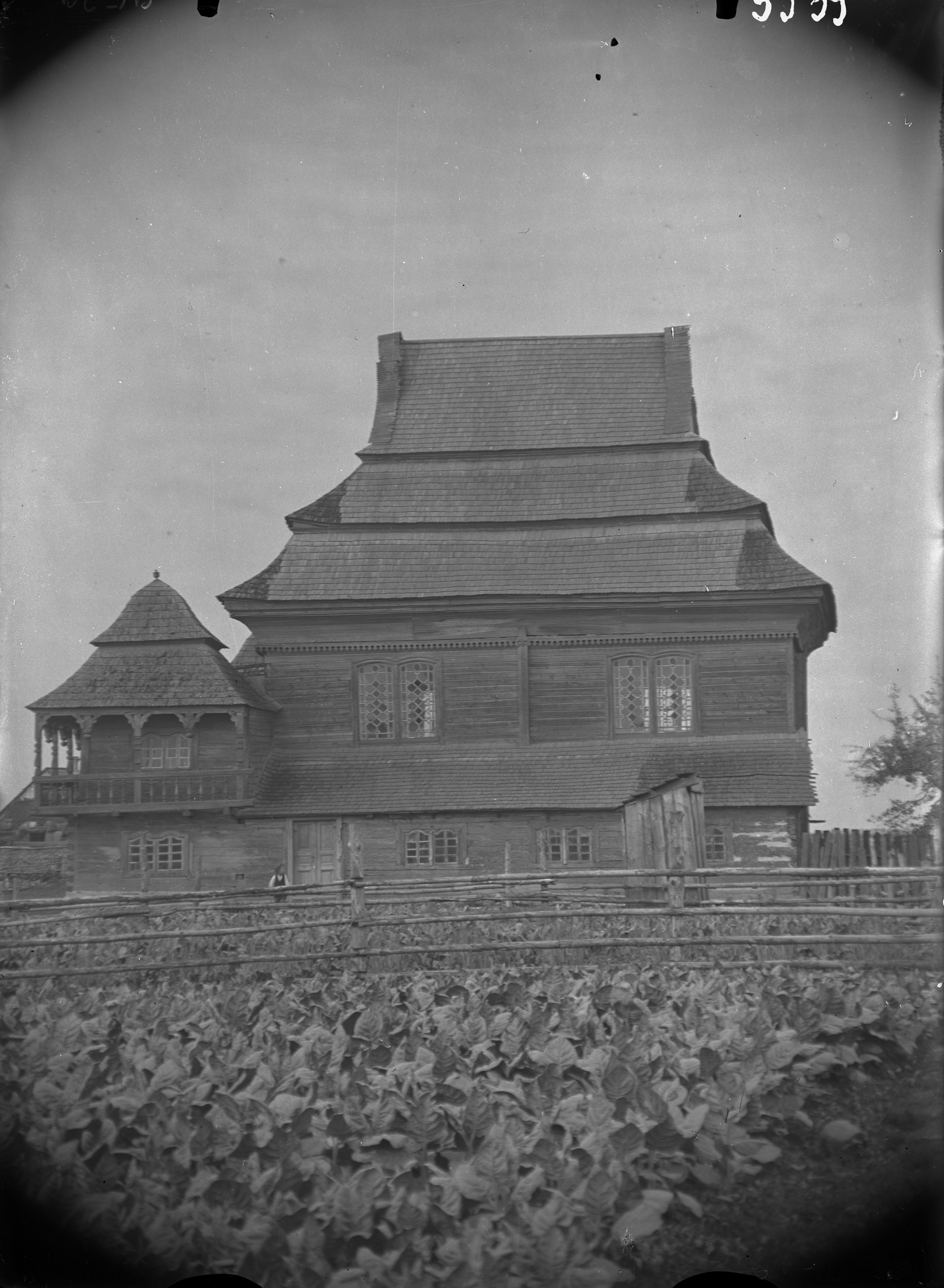
Синагога (1930)
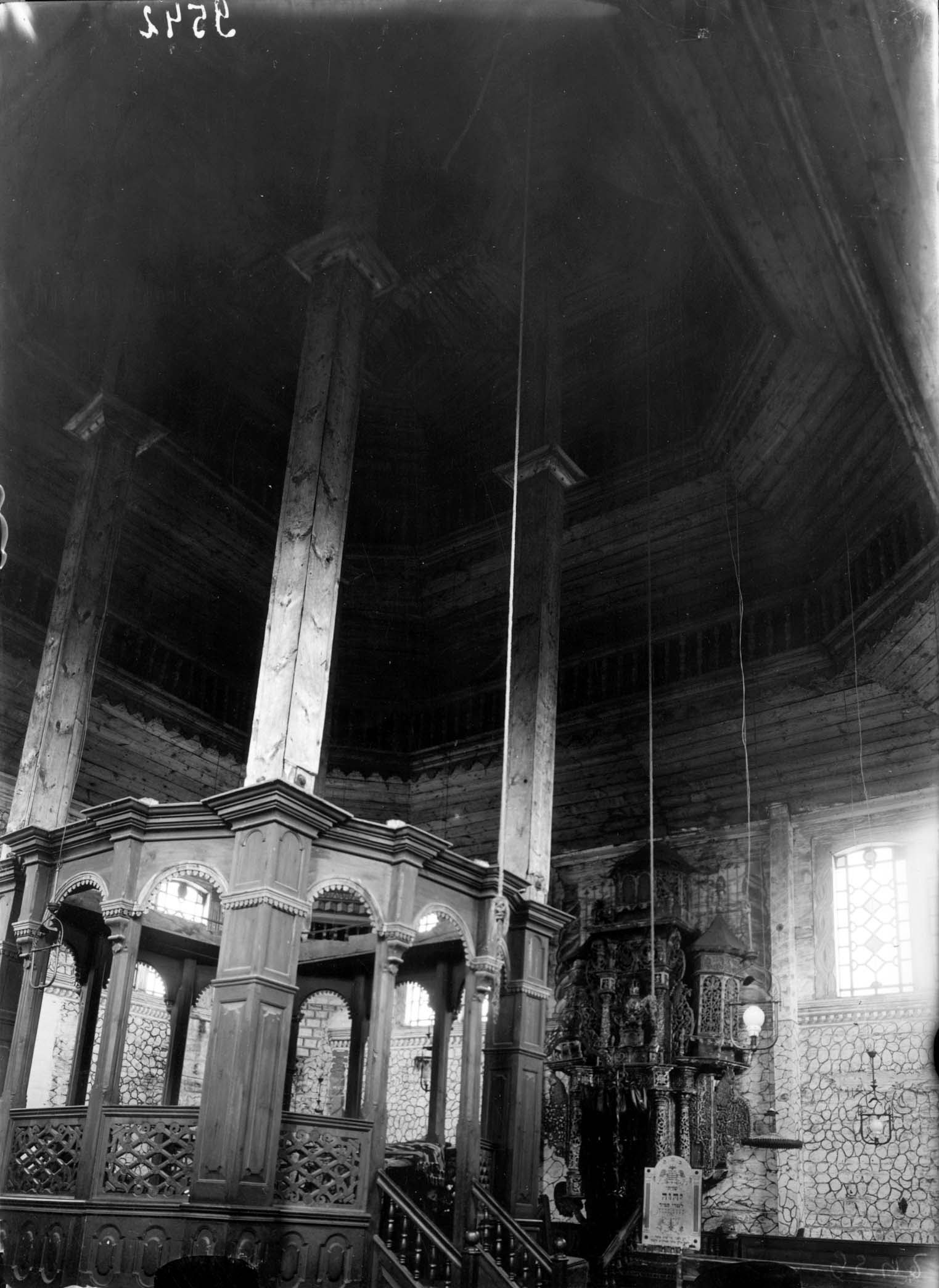
Синагога, інтер'єр
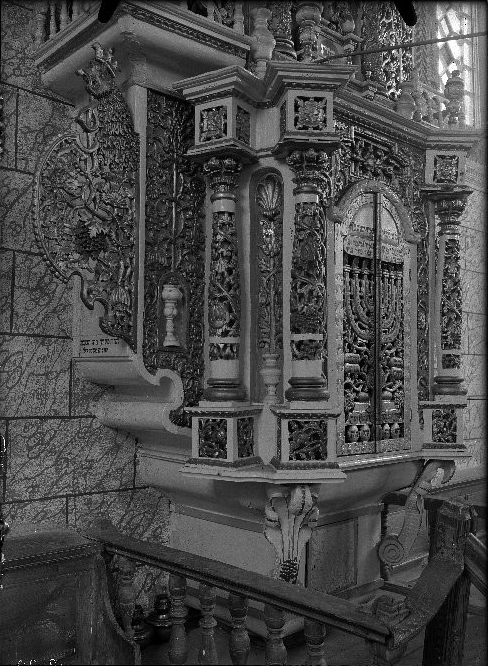
Синагога, інтер'єр